# 独立自主管理労働組合「連帯」

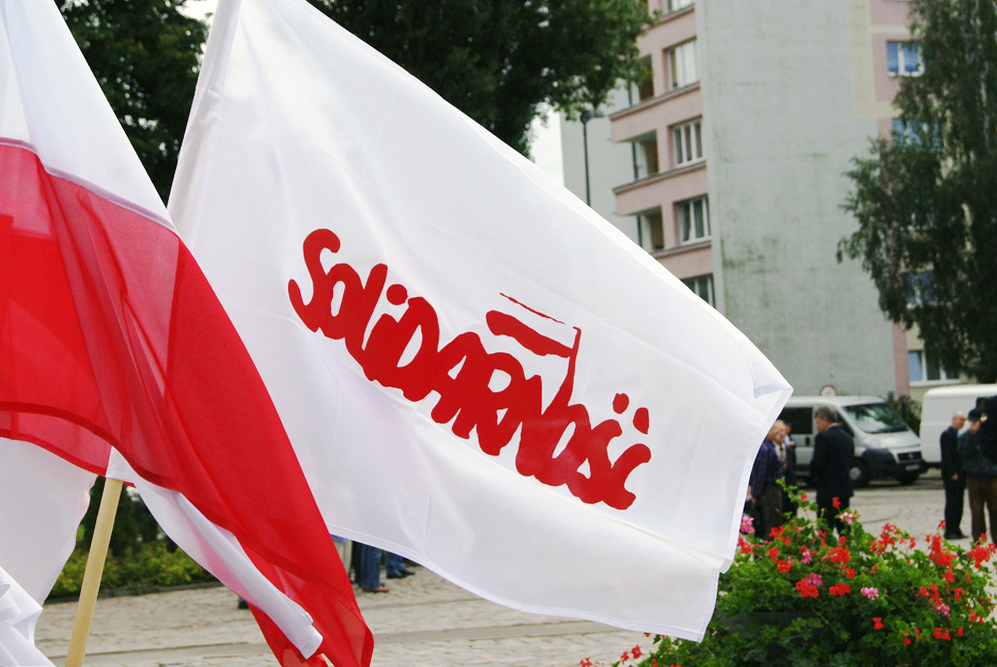
街頭活動の様子

独立自主管理労働組合「連帯」（どくりつじしゅかんりろうどうくみあい れんたい、通称：連帯、ポーランド語: Niezależny Samorządny Związek Zawodowy „Solidarność”、略称：NSZZ „Solidarność”）は、ポーランドにおいて労働組合から公然たる反共運動へと発展した組織である。1980年、社会主義国として初の労働者による自主的かつ全国規模の労働組合として結成。

## 概要
「連帯」は、ポーランドにおける民主化運動において、主導的な役割を担った。
同労働組合は、自由な組合活動が認められていない中で成立したもので、成立当時、ポーランドの労働組合といえば政府主導の「労働組合中央評議会」であった。ポーランド政府によって一度非合法化されたものの、その後も活動を続けた。その後、ミハイル・ゴルバチョフによってペレストロイカが始まると、その流れの中でポーランド政府は「連帯」等の勢力との妥協を模索し、「連帯」運動は合法的地位を獲得する。
円卓会議が開催されると、政権維持を模索するポーランド統一労働者党に対し、「連帯」は民主化を求める民衆勢力を背景として強気の姿勢で交渉に臨み、最終的には、民主的手続きによる政権奪取に成功した。
なお、ポーランド出身のローマ教皇であるヨハネ・パウロ2世は、ポーランド政府による「連帯」の非合法化に対して度々憂慮する発言を行っていた上に、「連帯」を事実上支持する発言を行っていた。さらにアメリカのCIAが「連帯」への資金調達を行う際の抜け道として、ヨハネ･パウロ2世の黙認のもとで、ローマ教皇庁の資金管理、運営組織である宗教事業協会が利用されたという報道がなされたこともある。

## 略歴
詳細についてはポーランド民主化運動#略歴を参照の事。
- 1980年
  - 8月14日　グダニスクのレーニン造船所で、レフ・ヴァウェンサ（ワレサ）率いる労働者がストライキに突入。
  - 9月17日　グダニスクで自由労働組合の全国代表者会議が開催。独立自主管理労働組合「連帯」を結成。
- 1981年
  - 12月13日　ヴォイチェフ・ヤルゼルスキにより戒厳令が公布され、救国軍事会議によって非合法化、関係者の多くが拘束される。
- 1982年
  - 4月22日　戒厳令下の労働者の全国的な抵抗組織として「連帯」暫定調整委員会（TKR）を結成。
  - 5月1日　ワルシャワで10万人参加の抗議集会を開催。
  - 5月3日　憲法記念日に全国で抗議集会を開催。多数の参加者が拘束される。
  - 11月11日　レフ・ヴァウェンサ釈放。
  - 12月31日　戒厳令停止。

- 1983年

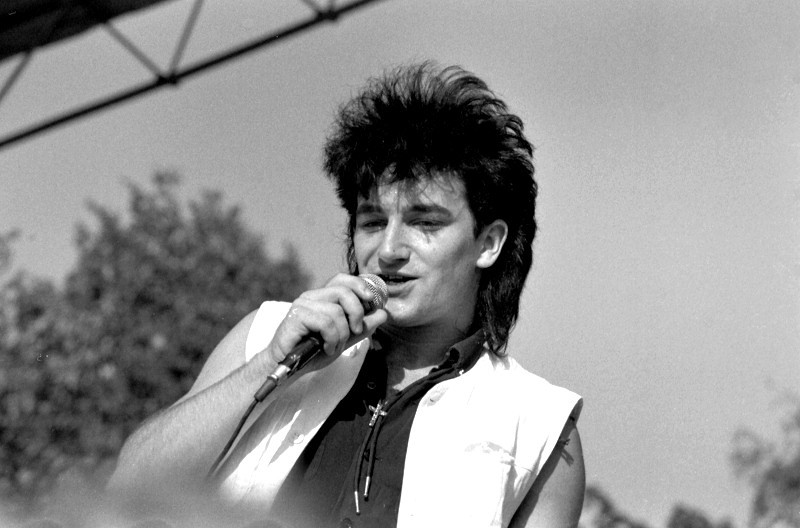
U2「WAR」ツアーでのボノ（1983年）

  - 1月10日　アイルランド出身のロックバンド「U2」が「連帯」に捧げる歌「ニュー・イヤーズ・デイ」をシングルリリースし、U2初のメジャーヒット曲となる。
- 1984年
  - 10月19日 連帯と関係があったカトリック教会のイエジ・ポピエウシュコ神父が秘密警察によって殺害される。
- 1986年
  - 9月　「連帯」暫定評議会を結成。
  - 10月　「連帯」全国執行委員会を結成。
- 1987年
  - 8月31日　内相・キシチャク（英語版）と「連帯」委員長・ワレサが公式会談、円卓会議の開催などで合意。

## 歴代議長
- レフ・ヴァウェンサ（レフ・ワレサ） （ - 1990年12月12日）
- マリアン・クシャクレフスキ（英語版） （1990年2月23日 - 2002年9月27日）
- ヤヌシュ・シニャデク（英語版） （2002年9月27日 - 2010年10月21日）
- ピョートル・ドゥダ（ポーランド語版） 2010年10月21日 - ）

## カトリック教会の社会教説

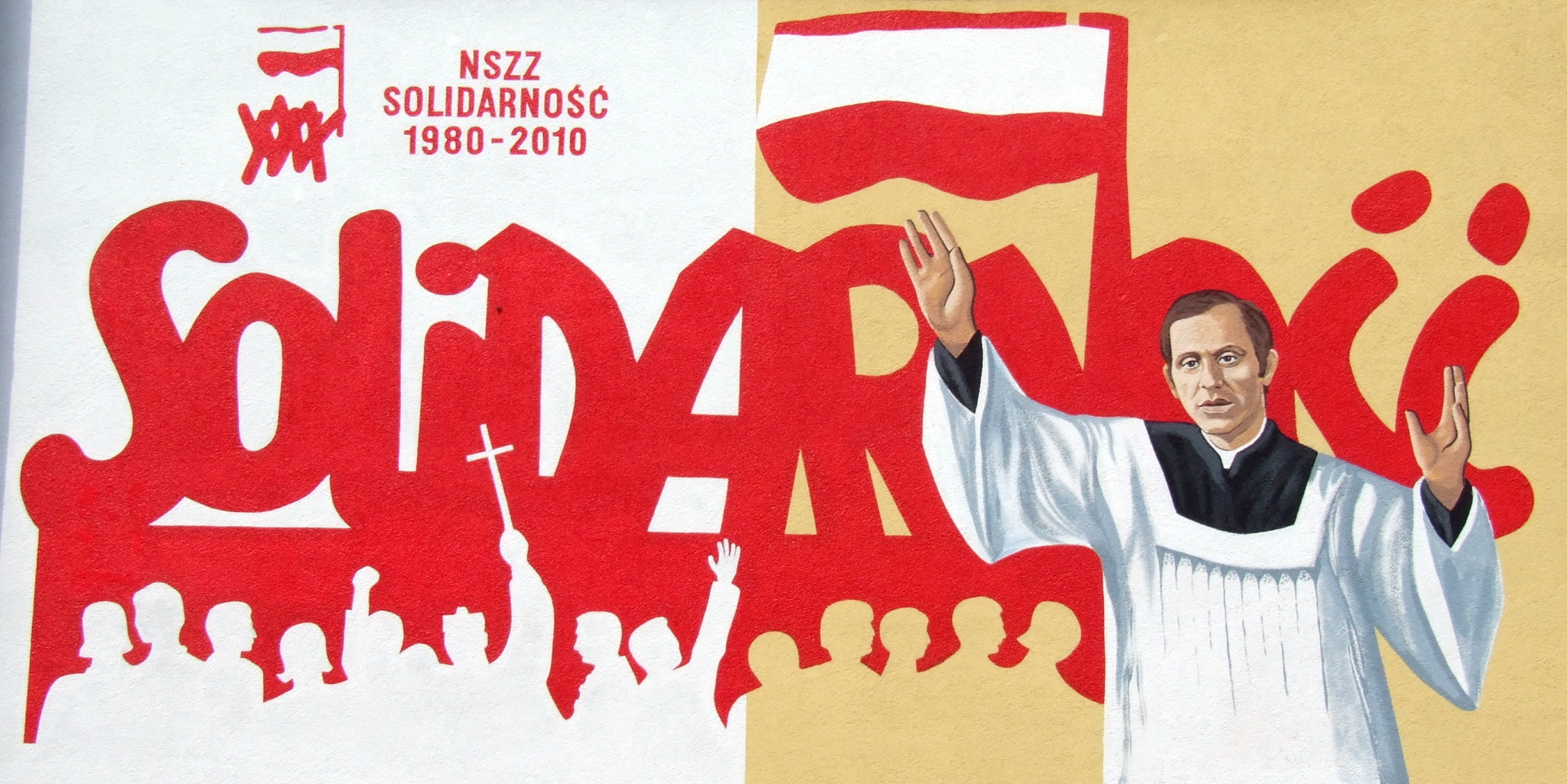
Ostrowiec Świętokrzyskiにある連帯30年の壁画(前景に、福者イエジ・ポピエウシュコ神父)

教皇ヨハネ・パウロ2世は、カトリック教会の社会教説の主要文書である『Sollicitudo rei socialis』で、福音の構成要素としての共通の善への人間の関与は、貧困者と疎外された人々との連帯の概念であると示す。ローマ・カトリック教会は、教皇ヨハネ・パウロ2世の指導の下で労働組合の非常に強力な支持者であり、その成功に大きな責任を負っていた。カトリックの信仰を公に表明したヴァウェンサは、教皇の影響を確認し次のように述べている。「教皇は、彼の集会を通して私たち多数に指導した。恐れないようにと教皇は私たちに語った。」
また、ストライキ中の労働者に定期的に説教を与えたイエジ・ポピエウシュコ神父は、後に彼の団体と連帯のために共産党政権によって殺害された。ポーランドの労働者自身も教会と密接に関係していた。それは1980年代のストライキの間に撮られた写真で見ることができる。いくつかの工場の壁には、聖母マリアまたはヨハネ・パウロ2世の肖像画が掛けられている。
2017年に、連帯はポーランドの司教によって支持された動きである日曜日の買い物を禁止する、日曜法を制定するという提案を支持した。日曜のほぼすべての取引を禁止する2018年の新しいポーランドの法律が施行され、1990年代にリベラルなショッピング法が導入されて以来、大型スーパーマーケットおよび他のほとんどの小売業者は初めて閉鎖された。法廷はマテウシュ・モラヴィエツキ首相の支持を得て立法を可決した。